# Marco Beltrami
Marco Edward Beltrami (Long Island, 7 ottobre 1966) è un compositore statunitense.

## Biografia
Nato a Long Island (New York) il 7 ottobre 1966 da padre italiano e da madre greca, frequenta la Brown University, entra nella Yale School of Music e poco dopo si trasferisce in Italia, a Venezia, dove lavora con il compositore classico Luigi Nono, e torna a Los Angeles dove studia sotto la supervisione di Jerry Goldsmith.
Compositore moderno che fa uso di strumentazioni elettroniche e di sintetizzatori, resta comunque un autore fortemente legato alla composizione per orchestra, sfruttandone le varie sezioni per ricreare sempre atmosfere muscolari, graffianti e cariche di personalità, soprattutto nell'ambito dell'orchestrazione delle sue pagine. Dopo alcuni lavori teatrali e televisivi inizia a lavorare per il cinema, componendo prevalentemente musiche per film action, horror e thriller. Ha composto le colonne sonore per la saga di Scream (fino al quarto film), il primo film di Hellboy, Io, robot, Underworld: Evolution, Segnali dal futuro, World War Z, i più recenti capitoli del ciclo Die Hard e molto altro.
Ha collaborato con i Guns N' Roses, arrangiando alcuni brani per l'album Chinese Democracy uscito nel 2008. Nel 2008 ha ricevuto una nomination all'Oscar per la miglior colonna sonora per il film Quel treno per Yuma, risultando infine battuto dall'italiano Dario Marianelli con il film Espiazione. Due anni dopo riceve un'altra nomination all'Oscar nel 2010 per la miglior colonna sonora del film The Hurt Locker, ma la statuetta va a Michael Giacchino per il film Up.

## Filmografia parziale

### Cinema
- Scream, regia di Wes Craven (1996)
- Scream 2, regia di Wes Craven (1997)
- Mimic, regia di Guillermo del Toro (1997)
- Studio 54 (54), regia di Mark Christopher (1998)
- The Faculty, regia di Robert Rodriguez (1998)
- Scream 3, regia di Wes Craven (2000)
- Dracula's Legacy - Il fascino del male (Dracula 2000), regia di Patrick Lussier (2000)
- Il corvo 3 - Salvation (The Crow: Salvation), regia di Bharat Nalluri (2000)
- Angel Eyes - Occhi d'angelo (Angel Eyes), regia di Luis Mandoki (2001)
- Radio Killer (Joy Ride), regia di John Dahl (2001)
- The Dangerous Lives of Altar Boys, regia di Peter Care (2002)
- Resident Evil, regia di Paul W. S. Anderson (2002)
- Blade II, regia di Guillermo del Toro (2002)
- Terminator 3 - Le macchine ribelli (Terminator 3: Rise of the Machines), regia di Jonathan Mostow (2003)
- Hellboy, regia di Guillermo del Toro (2004)
- Io, robot (I, Robot), regia di Alex Proyas (2004)
- Il volo della fenice (Flight of the Phoenix), regia di John Moore (2004)
- Cursed - Il maleficio (Cursed), regia di Wes Craven (2005)
- Red Eye, regia di Wes Craven (2005)
- Le tre sepolture (The Three Burials of Melquiades Estrada), regia di Tommy Lee Jones (2005)
- xXx 2: The Next Level (xXx: State of the Union), regia di Lee Tamahori (2005)
- Omen - Il presagio (The Omen), regia di John Moore (2006)
- Underworld: Evolution, regia di Len Wiseman (2006)
- Captivity, regia di Roland Joffé (2007)
- Die Hard - Vivere o morire (Live Free or Die Hard), regia di Len Wiseman (2007)
- Quel treno per Yuma (3:10 to Yuma), regia di James Mangold (2007)
- The Eye, regia di David Moreau e Xavier Palud (2008)
- The Hurt Locker, regia di Kathryn Bigelow (2008)
- Max Payne, regia di John Moore (2008)
- Nemico pubblico N. 1 - L'ora della fuga (Mesrine: L'ennemi public n° 1), regia di Jean-François Richet (2008)
- Segnali dal futuro (Knowing), regia di Alex Proyas (2009)
- In the Electric Mist - L'occhio del ciclone (In the Electric Mist), regia di Bertrand Tavernier (2009)
- Repo Men, regia di Miguel Sapochnik (2010)
- Jonah Hex, regia di Jimmy Hayward (2010)
- My Soul to Take - Il cacciatore di anime (My Soul to Take), regia di Wes Craven (2010)
- Non avere paura del buio (Don't Be Afraid of the Dark), regia di Troy Nixey (2010)
- Scream 4, regia di Wes Craven (2011)
- Soul Surfer, regia di Sean McNamara (2011)
- La cosa (The Thing), regia di Matthijs van Heijningen Jr. (2011)
- The Woman in Black, regia di James Watkins (2012)
- Di nuovo in gioco, regia di Robert Lorenz (2012)
- Legami di sangue - Deadfall (Deadfall), regia di Stefan Ruzowitzky (2012)
- The Sessions - Gli incontri (The Sessions), regia di Ben Lewin (2012)
- Die Hard - Un buon giorno per morire (A Good Day to Die Hard), regia di John Moore (2013)
- Carrie, regia di Kimberly Peirce (2013)
- World War Z, regia di Marc Forster (2013)
- Warm Bodies, regia di Jonathan Levine (2013)
- Wolverine - L'immortale (The Wolverine), regia di James Mangold (2013)
- Snowpiercer, regia di Bong Joon-ho (2013)
- The Giver - Il mondo di Jonas, regia di Philip Noyce (2014)
- Chi è senza colpa (The Drop), regia di Michaël R. Roskam (2014)
- The Homesman, regia di Tommy Lee Jones (2014)
- The November Man, regia di Roger Donaldson (2014)
- L'angelo della morte (The Woman in Black: Angel of Death), regia di Tom Harper (2014)
- Il settimo figlio (Seventh Son), regia di Sergej Vladimirovič Bodrov (2014)
- True Story, regia di Rupert Goold (2015)
- The Gunman, regia di Pierre Morel (2015)
- Fantastic 4 - I Fantastici Quattro (The Fantastic Four), regia di Josh Trank (2015)
- Hitman: Agent 47, regia di Aleksander Bach (2015)
- Gods of Egypt, regia di Alex Proyas (2016)
- Paradise Beach - Dentro l'incubo (The Shallows), regia di Jaume Collet-Serra (2016)
- Ben-Hur, regia di Timur Bekmambetov (2016)
- Logan: The Wolverine (Logan), regia di James Mangold (2017)
- Per primo hanno ucciso mio padre (First They Killed My Father), regia di Angelina Jolie (2017)
- L'uomo di neve, regia di Tomas Alfredson (2017)
- A Quiet Place - Un posto tranquillo (A Quiet Place), regia di John Krasinski (2018)
- Free solo, regia di Jimmy Chin e Elizabeth Chai Vasarhelyi (2018)
- Velvet Buzzsaw, regia di Dan Gilroy (2019)
- Ted Bundy - Fascino criminale (Extremely Wicked, Shockingly Evil and Vile), regia di Joe Berlinger (2019)
- Non succede, ma se succede... (Long Shot), regia di Jonathan Levine (2019)
- Le Mans '66 - La grande sfida (Ford v. Ferrari), regia di James Mangold (2019)
- Underwater, regia di William Eubank (2020)
- Love and Monsters, regia di Michael Matthews (2020)
- Chaos Walking, regia di Doug Liman (2021)
- A Quiet Place II (A Quiet Place: Part II), regia di John Krasinski (2021)
- Venom - La furia di Carnage (Venom: Let There Be Carnage), regia di Andy Serkis (2021)
- Acque profonde (Deep Water), regia di Adrian Lyne (2022)
- The Nun II, regia di Michael Chaves (2023)
- Renfield, regia di Chris McKay (2023)
- Silent Night - Il silenzio della vendetta (Silent Night), regia di John Woo (2023)

### Televisione
- Mike Land: professione detective (Land's End) – serie TV, 18 episodi (1995-1996)
- The Practice - Professione avvocati (The Practice) – serie TV, 85 episodi (2000-2004)
- Demon Town (Glory Days) – serie TV, 9 episodi (2002)
- V – serie TV, 22 episodi (2009-2011)
- 1864, regia di Ole Bornedal – miniserie TV (2014)
- Turn: Washington's Spies – serie TV, 30 episodi (2014-2016)
- Lucifer – serie TV, 13 episodi (2016)
- Six – serie TV, 18 episodi (2017-2018)
- The Twilight Zone – serie TV, 14 episodi (2019-2020)
- Nine Perfect Strangers – serie TV, 8 episodi (2021)
- Pantheon – serie animata, 16 episodi (2022-2023)
- Apples Never Fall, regia di Chris Sweeney e Dawn Shadforth – miniserie TV (2024)